# 215 î.Hr.

## Evenimente
- Începe primul dintr-o serie de patru Războaie Macedonene purtate de Filip V al Macedoniei și de succesorul său, Perseus, împotriva Romei (215-205 î.Hr., 200-197 î.Hr., 171-167 î.Hr., 149-148 î.Hr.). Primul s-a încheiat în favoarea macedonenilor, următoarele au fost câștigate de Roma.

## Nașteri
- dată necunoscută: Antioh al IV-lea  (d. 164 î.Hr.)

## Decese
- dată necunoscută: Apollonius din Rodos  (n. 295 î.Hr.)